# Galabets (túnel)
Galabets é um túnel ferroviário sob o cume Galabets em Stara Planina (montanhas dos Balcãs), Bulgária. O túnel tem 3.034 metros de comprimento e conecta Dolno Kamartsi com Bunovo.

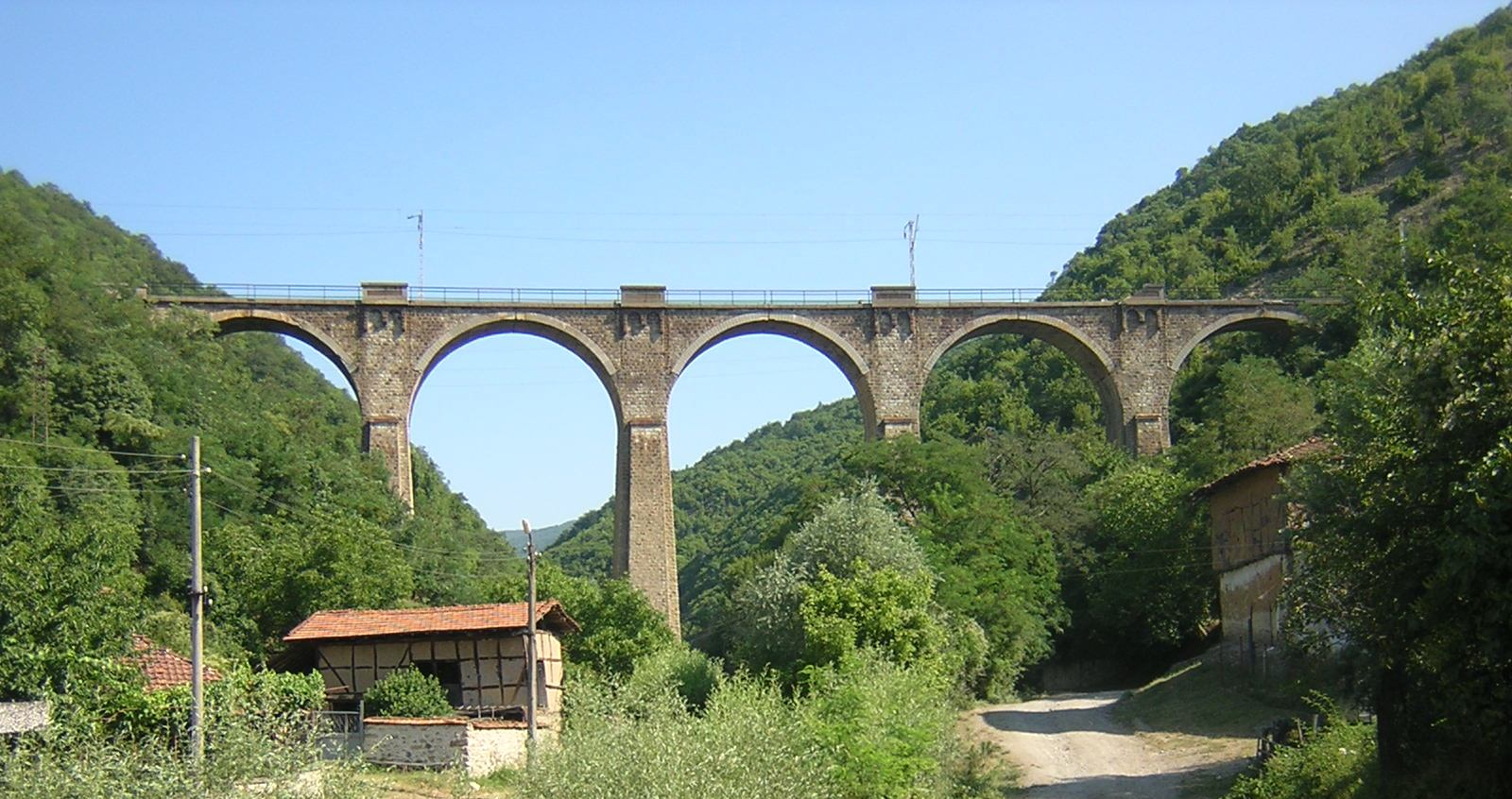
Do lado leste do túnel, a ferrovia passa sobre a vila de Bunovo